# حزب نغوزو
نغوزو كان حزباً سياسياً في جزر القمر.

## التاريخ
حصل الحزب على 2.7% من الأصوات في انتخابات 1992 البرلمانية، وحصل على تمثيل في مجلس الاتحاد. وانتخب المتحدث باسم الحزب محمد دجيمباناو، الذي أصبح فيما بعد سفيرًا لدى فرنسا، في الجمعية عن الحزب.